# Cristóbal Colón (1889)
«Крістобаль Колон» (ісп. Cristóbal Colón) — незахищений крейсер ВМС Іспанії кінця XIX століття типу «Веласко». 

## Історія створення
Корабель був закладений 13 червня 1884 року на верфі «Arsenal de la Carraca» у місті Кадіс. Спущений на воду 23 січня 1887 року. Вступив у стрій у 1888 (за іншими даними, у 1889 році).
Це був четвертий корабель у складі ВМС Іспанії, названий на честь Христофора Колумба.

## Історія служби
Після вступу у стрій крейсер був відправлений для несення служби на Карибах.
29 вересня 1895 року, під час урагану, крейсер затонув поблизу міста Пінар-дель-Ріо (Pinar del Río) поблизу узбережжя Куби.